# David R.Vidal
David R.Vidal, (Ferrol, La Coruña; 1966) trabajó como agente del Centro Nacional de Inteligencia durante 12 años, desde el año 2000 a 2013. También ha colaborado con distintos cuerpos y fuerzas de seguridad del estado. Fue uno de los fundadores de la primera academia privada de inteligencia en España, llamada Globalchase, para posteriormente dirigir una consultora de inteligencia de igual nombre.
Ha utilizado los seudónimos de "John Osaro" o "Agente Juan", los cuales ya eran citados en las obras del periodista Antonio Salas, del que luego se descubrió que David había sido su mentor tras la publicación del libro "Diario de un Espía".

## Biografía

### Inicios en el CNI
En su juventud tenía como profesión la informática, donde además de trabajar en varias empresas fue articulista en la revista PCWORD-ESPAÑA
Sin embargo, tras solucionar el papeleo de una ciudadana extranjera entró en contacto con inmigrantes que necesitaban regular su situación y pronto se encontró en medio de una lucha contra redes de tráfico de inmigrantes, mujeres o niños.
“En esas reuniones me relataban situaciones inhumanas, mujeres que eran obligadas a prostituirse y que habían llegado a España a través de diferentes redes. A todas ellas les pedí que lo denunciasen, pero el miedo les impedía dar ese paso. Logré convencer a alguna y así entré en contacto con la policía”. Vidal afirma que a partir de ese momento agentes del Centro Nacional de Inteligencia (CNI) se reunieron con él y le pidieron trabajar para ellos. “Inicialmente eran datos, informaciones que podían llevar a otros puntos tanto para el Ministerio del Interior como para el CNI”. Trabajos por los que percibía alrededor de 400 euros. Con el tiempo se fue especializando. “Yo de espía no tenía ni idea, ni sabía cómo se hacía ni cómo tenía que moverme. Cero absoluto. Pero una vez que das el paso te conviertes en espía para siempre”. Desde el CNI le pidieron que estableciese una red de informadores en diferentes países africanos y ahí fue cuando llegó a manejar un presupuesto mayor, hasta 15.000 euros, que repartía entre sus confidentes, sus gastos y su sueldo, que nunca superaba los 4.000 euros.

### Red de informadores
Simultaneando sus labores para el CNI y fuerzas y cuerpos de seguridad del Estado, Vidal forjó una red en 25 países -la mayoría en el África subsahariana- y llegó a gestionar simultáneamente 25 informadores. Aunque empezó por el tema de la inmigración, por el tráfico de seres humanos con posterioridad su trabajo se diversificó y pasó a estudiar temas de islamismo.
Como ejemplo de estos cometidos, Vidal ha manifestado se controlaba si se perseguía a los cristianos, si se iban a hacer manifestaciones por el tema de Ceuta y Melilla, o quien organizaba las manifestaciones, etc. 
En cuanto a su trabajo como espía, ha asegurado que a veces interesaban los temas estratégicos y, otras, sobre todo al Ministerio del Interior, prefieren objetivos operativos tales como conocer matrículas y teléfonos. En cuanto a los objetivos, Vidal ha destacado que hay objetivos que cambian según el tiempo, mientras que otros son una constante, como ocurre con el interés en los países vecinos como Marruecos o Siria.
A Vidal también se le ha relacionado con la interceptación de llamadas telefónicas y empleo de troyanos.

### Etapa pública
Tras finalizar su relación con el Centro Nacional de Inteligencia, escribió un libro de carácter didáctico  "Diario de un Espía" de Ediciones Cúpula. 2014., donde narraba sus experiencias así como aplicaciones de la inteligencia poco comunes, tales como el empleo en prisiones, la forma de reclutar o la problemática de las nuevas tecnologías.
También ha colaborado con diversos medios audiovisuales en temas de repercusión nacional.

### "Cazador" del Comisario Villarejo
En noviembre de 2017 sale a la luz de que fue el autor de una información enviada anónimamente a la Fiscalía Anticorrupción la cual da inicio a la Operación Tándem que concluye con el ingreso en prisión de dos comisarios principales de la policía nacional: el famoso y polémico José Manuel Villarejo y Carlos Salamanca, este último excomisario del aeropuerto de Barajas en Madrid. 
En el anónimo se recopilaban diversas informaciones que incluían pagos de altos cargos del gobierno guineano y cuentas en Panamá.